# Acalyptris limonii
Acalyptris limonii là một loài bướm đêm thuộc họ Nepticulidae. Nó được tìm thấy dọc theo bờ biển Adriatic, Ionia và biển Aegea, ở đó nó được ghi nhận ở Croatia và Hy Lạp.
Sải cánh dài 4.1-4.8 mm.
Ấu trùng ăn Limonium vulgare. Chúng ăn lá nơi chúng làm tổ. 